# Сухий Павло Осипович
Павло́ О́сипович Сухи́й (біл. Павел Восіпавіч Сухі, рос. Павел Осипович Сухой * 10 (22) липня 1895, Глибоке — † 15 вересня 1975, Москва) — радянський авіаконструктор білоруського походження, один із засновників радянської реактивної та надзвукової авіації. Лауреат Сталінської премії (1943), Ленінської премії (1968)та Державної премії СРСР (1975), двічі Герой Соціалістичної Праці (1957, 1965), доктор технічних наук (1940).

## Життєпис
Народився 22 липня 1895 в м. Глибоке Дісненського повіту Віленської губернії (нині м. Глибоке Вітебської області, Білорусь) в родині вчителя народної школи. Закінчив Гомельську гімназію (зараз — Гомельський державний технічний університет імені П.Й. Сухого).
У 1914 вступив до Московського університету, після першого курсу переводиться в Московське вище технічне училище.
З 1916 Павло Сухий в армії, закінчує школу прапорщиків, бере участь у Першій світовій війні. У 1918—1920 роках працює вчителем математики в школі в місті Лунинець (нині Брестська область, Білорусь), залізничній школі в Гомелі. Після відновлення діяльності вищих навчальних закладів Росії продовжив навчання у Московському вищому технічному училищі (1920), яке закінчив у 1925.
З 1925 працював в Центральному аерагідрадинамічним інституті імені М. Жуковського (ЦАГІ) і на заводі № 156 (інженер-конструктор, начальник бригади, заступник головного конструктора). У цей період Сухим під загальним керівництвом Андрія Туполєва створені винищувачі І-4, І-14, рекордні літаки АНТ-25 (бойовий варіант ДБ-1) і АНТ-37біс «Батьківщина» (бойовий варіант ДБ-2).
Брав участь у конкурсній розробці літака «Іванов», що закінчилася створенням бойового багатоцільового літака Су-2 (ББ-2), що застосовувався в перші роки німецько-радянської війни.
В 1937 назначається начальником КБ заводу. Працює над проектом дальнього бомбардувальника ДБ-2. Варіант цього літака отримав назву рос. "Родина" (українською «Батьківщина»), був пристосований для дальнього рекордного перельоту.
В 1939—1940 роках головний конструктор на заводі № 135 в Харкові. В 1940—1949 роках — головний конструктор КБ, яке базувалося на ряді заводів у Підмосков'ї і Москві, одночасно директор цих заводів. В 1942—1943 роках під його керівництвом
створені винищувачі Су-1, Су-3, Су-5, бомбардувальник Су-4, броньований штурмовик Су-6.
У листопаді 1949 приймається рішення про розформування КБ та заводу, яким керує П. О. Сухий. П. О. Сухий переводиться на роботу в КБ Туполева заступником головного конструктора. Він керує літальними випробуванням бомбардувальника Ту-14.
З 1953 — головний конструктор знову відтвореного свого КБ (з 1954 — КБ № 51). З 1956 — генеральний конструктор.
У післявоєнні роки Сухий був у ряді перших радянських авіаконструкторів, які очолили роботи в області реактивної авіації, створивши кілька дослідних реактивних винищувачів. Після відтворення КБ під його керівництвом розроблено ряд серійних бойових машин, в числі яких винищувач Су-7 зі швидкістю польоту, удвічі перевищила швидкість звуку, винищувачі-перехоплювачі Су-9, Су-11, Су-15, винищувачі-бомбардувальники Су-7Б з лижним і колісно-лижним шасі для базування на ґрунтових аеродромах і Су-17 із змінною в польоті стрілкою крила, фронтовий бомбардувальник Су-24, штурмовик Су-25, винищувач Су-27 та інші літаки. Були також розроблені ряд не реалізованих проектів, наприклад Су-13.
Під керівництвом П. О. Сухого розроблено понад 50 конструкцій літаків.
У 1958—1974 роках депутат Верховної Ради СРСР.
1968. Липень. П. О. Сухому присвоєна Ленінська премія.
Помер 15 вересня 1975 у Москві. Похований на Новодівичому цвинтарі в Москві.

## Вшанування пам'яті
- В 1977 в Гомелі було відкрито пам'ятник П. Й. Сухого.
- В 1985 в школі № 1 міста Глибоке створено музей П. Й. Сухого.
- В 1987 ім'ям П. Й. Сухого названа одна з вулиць Вітебська.
- В 1995 його ім'я присвоєно Гомельському державному технічному університету.
- В 1995 на честь сторіччя Павла Сухого пошта Білорусі видала поштову марку з його зображенням.
- У 2004 ім'ям П. Й. Сухого названа вулиця в Москві.
- У 2012 його ім'я присвоєно СШ № 1 міста Глибоке.